# Het Bloemken Jesse
Het Bloemken Jesse (en français : La Petite Fleur de Jessé) est une chambre de rhétorique de Middelbourg en Zélande, qui existait déjà au XVe siècle.  Elle serait la plus ancienne des Pays-Bas septentrionaux.  Sa sainte patronne était sainte Anne (attestée à partir de 1484) et sa devise était, sans doute, In minnen groeyende (« Croissant en amour »).

## Bref historique

### XVesiècle
Traditionnellement, la fondation de cette chambre de rhétorique, la plus ancienne de la Zélande, eut lieu en 1430,,.
En 1479, un chapitre fut fondé, soit dans l'église Saint-Pierre, soit dans l'église de Westmonster  (étymologiquement : l'église du monastère de l'ouest).  Le chapitre de cette dernière église, où les guildes occupaient des chapelles, entretenait des relations étroites avec le gouvernement de la ville et les bourgeois.  Exactement un an plus tard apparaît la première mention des rhétoriciens, qui semblent avoir eu des liens étroits avec l'église de Westmonster.  Compte tenu du lien qui aurait existé, aussi ailleurs, entre les chapitres et les rhétoriciens, il se peut qu'il y ait également un lien de causalité.  Ainsi, en 1445, la procession de Notre-Dame de Veere fut animée par les « joueurs d’esbatements » de Middelbourg, qui se produisirent de nouveau à Veere en 1464 et en 1466.  Mais, dans les comptes de la Ville de Middelbourg, il n'est indubitablement question des rhétoriciens qu'à partir de 1480.  Le 9 janvier 1484, par ordonnance, le bailli, le bourgmestre, les échevins et les conseillers de la ville accordèrent au Bloemken Jesse un privilège identique à celui conféré à une chambre de Reimerswaal en 1484,.  C'est grâce à la lettre de privilège que l'on sait que la chambre avait sainte Anne comme patronne et qu'elle fêtait son anniversaire chaque année le dimanche après la fête de la sainte (le 26 juillet),.

### XVIesiècle
Au concours de Reimerswaal, qui eut lieu en 1507 et auquel participèrent six chambres zélandaises, Het Bloemken Jesse remporta le prix qui consistait en sept cruches et dix carafes d'étain.
En 1515, les autorités de la ville et la chambre signèrent un contrat stipulant dans quelles circonstances festives cette dernière devait se produire en échange de faveurs financières de la part de l'administration communale.  La chambre était obligée de représenter des jeux à la demande de la Ville lorsque celle-ci avait quelque chose à célébrer, ainsi que tous les jours fériés et les dimanches, pendant la foire.  Le jour de l'an et la nuit de l'Épiphanie, la chambre devait, selon l'ancienne coutume (« nair oude coustume »), représenter un jeu dramatique à l'hôtel de ville, devant le magistrat.  Et enfin, la chambre devait aider à organiser la procession en échange de subventions et d'indemnités annuelles.  Simultanément à la signature de ce contrat exigeant, établi à la demande de la chambre elle-même, l'administration communale éleva Het Bloemken Jesse au rang de guilde principale de la ville.  Jusque-là, cet honneur avait été réservé aux trois milices bourgeoises.  Dès 1515, la chambre avait à remplir les mêmes devoirs que ces sociétés de tir ; de surcroît, les rhétoriciens avaient à se vêtir de robes aux couleurs de la ville et l'administration communale était obligée de consulter la chambre, de concert avec les trois compagnies de milice, dans des affaires de grand intérêt pour la ville.
Het Bloemken Jesse coorganisa les festivités à Middelbourg en mai 1515 à l'occasion de la Joyeuse Entrée du prince Charles, qui fut accueilli comme comte de Zélande,.  À l'occasion de la remise du premier prix par ordre du bourgmestre et des échevins, les rhétoriciens reçurent 20 livres de gros pour avoir le mieux célébré la Joyeuse Entrée du roi d'Espagne en 1519,.  En 1524, la chambre se produisit lors de la célébration de la victoire sur le roi de France et du traité de paix qui fut conclu en conséquence.  En 1559, la chambre s'occupa d'une représentation pour célébrer la paix de Cateau-Cambrésis.  La dernière représentation publique à l'occasion d'une fête en l'honneur d'un membre de la maison des Habsbourg eut lieu en 1571.
Même parmi les rhétoriciens de Middelbourg, des convictions réformées existaient et elles furent manifestées lors de la représentation, le 1er août 1539, de « l'arbre des écritures » (« de boom der schriftueren »).  Le jeu finit par être mis à l'index des livres prohibés,.  Dans une note contemporaine dans un exemplaire de l'édition des Spelen van Sinne ou moralités (publiée par Joos Lambrecht en 1539) qui avaient été représentées au concours de Gand figure la phrase suivante : « Les jeux ont été offerts à la chambre de rhétorique de Middelbourg en Zélande par amour par M. Pieter Wilsens, notaire dans cette ville, le 7 octobre 1582. »  En cette année, le conseil nomma une commission où siégeait, parmi d'autres, le chef-doyen de la guilde, M. Pieter van der Baerse, secrétaire de Middelbourg, chargé de contrôler au préalable la moralité que la chambre voulait jouer le lundi de Pentecôte.
Dès le début, la chambre était en relation étroite avec les autorités communales, avec les vingt-deux corporations de la ville et, surtout, avec les sociétés de tir.  Ainsi, en 1575, pendant la guerre de Quatre-Vingts Ans, lorsque les royalistes eurent proposé des négociations, le bourgmestre, les échevins et les conseillers signèrent la réponse écrite conjointement avec les trois sociétés de tir et la chambre de rhétorique, représentant le « corps entier » de la ville ; comme ces milices bourgeoises, les rhétoriciens assuraient la garde dans la ville.  Dans la culture publique de Middelbourg, ils prenaient une place prépondérante, si bien qu'ils ne furent à peine bridés pendant les troubles du XVIe siècle.  Toutefois, en 1561, les autorités leur imposèrent l'interdiction de se réunir pour une durée de six mois.
L'article 37 de l'ordonnance « politique » (« politique ordonnancie ») du 8 février 1583, promulguée par Guillaume le Taciturne, interdisait tous les jeux et esbatements publics pour la raison qu'ils semblaient provenir d'un excès de richesse et qu'ils incitaient à la frivolité, au désordre et à des actions nuisibles à l'édification.  Les États de Zélande renouvelèrent l'interdiction le 6 juillet 1590.  La mesure visait sans doute surtout les concours où l'on tire au papegai, ainsi que d'autres exercices semblables.  Les rhétoriciens participèrent, sans doute, à l'entrée solennelle de Maurice de Nassau à Middelbourg en 1589 ; c'est probablement à cette occasion que leur blason fut renouvelé (voir l'image de l'article).  En 1591, les 36 frères de la chambre se firent dépeindre et, en 1592, la chambre fit frapper une médaille, la première de la série de médailles conservées.

### XVIIesiècle

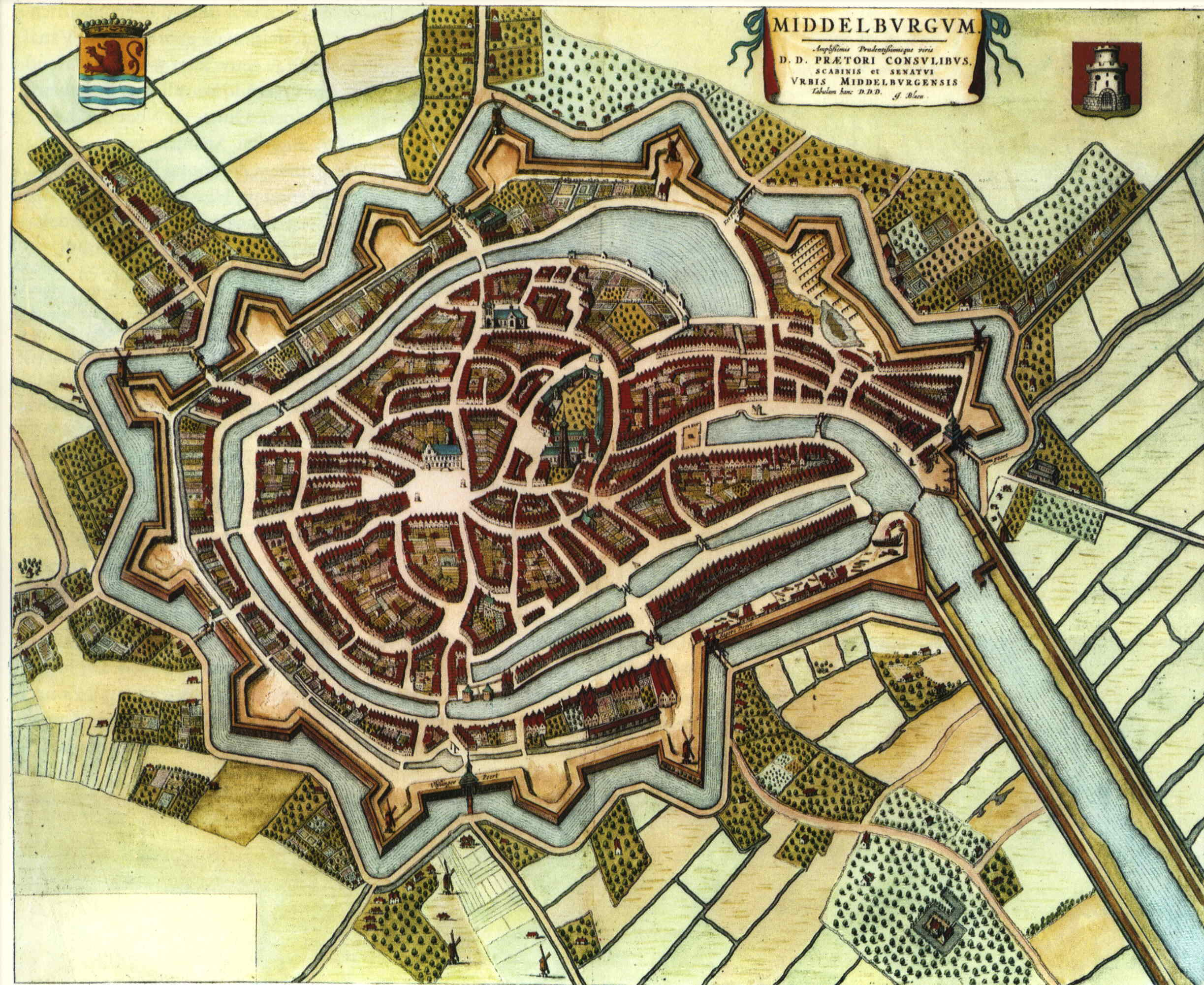
Middelbourg au milieu du XVII. Carte provenant de l'atlas de Joan Blaeu, intitulé Théâtre des villes des Pays-Bas unis (Blaeu's Toonneel der Steden van de Vereenighde Nederlanden), publié en 1652.

Au XVIIe siècle, la chambre prit part à diverses compétitions en Hollande et en Zélande, comme le concours très mémorable de Flessingue en 1641, où elle remporta trois prix.  Au concours des rhétoriciens à Haarlem, qui eut lieu en août 1613, pendant la paix de Douze Ans, la chambre Het Bloemken Jesse, alors sous l'emprise de l'arminianisme, remporta le premier prix.  Probablement, Het Bloemken Jesse en organisa un elle-même en 1616, où était présente la chambre Het Vreugdendal (La Vallée de Joie) de Bréda.  En 1649, sans doute après un conflit, la guilde se réorganisa.  Samuel Bollaert, le facteur,, entama un livre de questions de concours dans lequel furent inscrits toutes les questions de concours jusqu'en 1663.  Toutefois, rien n'est inscrit sur ce registre quant aux années 1651 et 1652, ce qui est peut-être lié aux querelles civiles de 1651.
Apparemment, ni le gouvernement ni l'église s'opposaient beaucoup aux activités de cette chambre, même si, le 1er février 1676, on lui interdit de jouer en public.  Le 22 avril 1679, cependant, on lui accorda le droit d'organiser une loterie,.
Dans le livre de la guilde de Saint-Luc, publié par Bredius, la chambre de rhétorique est mentionnée plusieurs fois jusqu'en 1679 comme lieu de réunion de cette guilde.  La ville loua la salle de la chambre pour y établir les services du landrecht de 1579 jusqu'en 1648, année où celui-ci déménagea pour établir son bureau à l'hôtel de ville.  Les services rendus à la ville diminuèrent au cours du XVIIe siècle, ce qui explique peut-être la situation financière de plus en plus difficile de la chambre.  En 1639, la chambre hypothéqua la propriété pour garantir un emprunt de 204 livres à 5 %.  En 1665, on consentit à la chambre un deuxième prêt hypothécaire de 2 000 florins à 4 %, et de nouveau, en 1678, un de 1 500 florins Carolus.  Le 30 janvier 1680, le bâtiment fut vendu à d'anciens membres, qui le transformèrent en auberge sans toucher à l'intérieur.  La vente rapporta 401 livres et les acheteurs étaient Cornelis Versluis, Anthon Colyn, Cornelis Govaerts et Pieter van Goethem.  Encore la même année, Het Bloemken Jesse organisa une compétition destinée uniquement à ses propres membres.  Après cela, la chambre cessa sans doute temporairement d'exister, quoique pas définitivement car, en 1685, la chambre fut invitée à Bleiswijk.  En 1816 fut démoli le bâtiment qu'avait occupé la chambre.

### Quelques membres
- Samuel Bollaert (? (XVIe siècle)-?(XVIIe siècle))
- Hendrik van Kannenburch (? - ? (XVIIe siècle))
- Arent Roggeveen (? -1679)
- Remigius Schrijver (? -1681)
- Willem Wijnants (? - ? (XVIIe siècle))
- Jacob Willemsen (1644-1712)

### Sources
- (nl) DIXHOORN (van), Arjan.  Le répertoire numérique des chambres de rhétorique des Pays-Bas septentrionaux (1400-1650), [En ligne], 2005.  [www.dbnl.org].
- (nl) DIXHOORN (van), Arjan.  Lustige geesten: rederijkers in de Noordelijke Nederlanden (1480-1650), Amsterdam University Press, 2009  (ISBN 978-90-896-4104-5), p. 62, 195, 259.
- (nl) HEUSSEN (van), Hugo Franciscus.  Oudheden en gestichten van Zeeland, Behelzende de Oudheden, opkomsten, en benaamingen van de eylanden onder Zeeland behoorende, en van de Steden en Dorpen, in die eylanden gelegen : beneffens de Stichtingen der geestelijke Gebouwen, Kerken, Abdyen, Kloosteren, Kapellen: de Kerk- en Klooster-oversten, geleerde Mannen, enz., Eerste deel, Van de Oudheden en Gestichten van de eylanden Walcheren, Noortbeveland, Wolfertsdijk, en de daar gelege Steden en Dorpen (ouvrage traduit du latin et annoté par H.V.R.), Leyde, Ch. Vermey, 1722, p. 104-105.
- (nl) LAMBRECHTSEN VAN RITTHEM, Nicolaas Cornelis.  Beknopte geschiedenis van de Middelburgsche rethorijkkamer Het Bloemken Jesse, Haak, 1819, p. 127, 132, 145-150, 152-155, 157, 160-162.
- (fr) LASERNA SANTANDER (de), Carlos Antonio.  Mémoire historique sur la Bibliothèque dite de Bourgogne, Bruxelles, Impr. A.J.D. De Braeckenier, 1809, p. 190.
- (nl) MEERTENS, Pieter Jacobus.  « Letterkundig leven in Zeeland in de zestiende en de eerste helft der zeventiende eeuw », Verhandelingen der Nederlandsche Akademie van Wetenschappen, Afdeeling Letterkunde, Nieuwe Reeks, Deel XLVIII, No. 1., Amsterdam, N.V. Noord-Hollandsche Uitgevers Maatschappij, 1943, p. 75.
- (nl) MOSER, Nelleke.  « Een lege plek om te blijven. Rederijkers in Zeeland en Holland vóór 1500 », Jaarboek De Fonteine, année 1999-2000, Gand, Koninklĳke Soevereine Hoofdkamer van Retorica ‘De Fonteine’, 2001, p. 49.

#### Sur la littérature néerlandaise
- Littérature néerlandaise.

#### Sur les chambres de rhétorique
- Chambre de rhétorique ;
- Landjuweel.

#### Quelques chambres de rhétorique
- La chambre de rhétorique De Avonturiers (Warneton) ;
- La chambre de rhétorique De Baptisten (Bergues) ;
- La chambre de rhétorique Den Boeck (Bruxelles) ;
- La chambre de rhétorique De Corenbloem (Bruxelles) ;
- Eerste Nederduytsche Academie (Amsterdam) ;
- La chambre de rhétorique De Egelantier (Amsterdam) ;
- La chambre de rhétorique De Fonteine (Gand) ;
- La chambre de rhétorique De Gheltshende (Bailleul) ;
- La chambre de rhétorique De Lelie (Bruxelles) ;
- La chambre de rhétorique 't Mariacransken (Bruxelles) ;
- La chambre de rhétorique De Olijftak (Anvers) ;
- La chambre de rhétorique De Ontsluiters van Vreugde (Steenvoorde) ;
- La chambre de rhétorique De Peoene (Malines) ;
- La chambre de rhétorique De Persetreders (Hondschoote) ;
- La chambre de rhétorique De Royaerts (Bergues) ;
- La chambre de rhétorique Sainte-Anne (Enghien) ;
- La chambre de rhétorique Saint-Michel (Dunkerque) ;
- La chambre de rhétorique De Violette (Bruxelles) ;
- La chambre de rhétorique De Violieren (Anvers) ;
- La chambre de rhétorique De Witte Angieren (Haarlem).